# 全国土木建築国民健康保険組合
全国土木建築国民健康保険組合（ぜんこくどぼくけんちくこくみんけんこうほけんくみあい）とは、土木に従事する者を組合員とする国民健康保険組合。略称＝「土木国保」「土健保」。
1943年4月1日、国民健康保険法に基づいて、厚生大臣の認可を経て設立された。建設土木種国民健康保険組合として、一般社団法人全国国民健康保険組合協会に加入している。

## 運営している診療施設
- 総合病院厚生中央病院

## 運営を委託している保養施設
- 厚生会館ホテル
- 伊豆山荘
- 保養研修所ありま